# اکسیژن‌درمانی
اکسیژن درمانی (به انگلیسی: Oxygen therapy) به عنوان روشی از مراقبت‌های تنفسی است که به هنگام وجود مشکل تنفسی ارائه می‌گردد. در این روش جریان اکسیژن با غلظت بالاتر از حد معمول به اندام‌های حیاتی مددجو رسانده می‌شود.
ریه‌ها به‌طور طبیعی اکسیژن را از هوا جذب می‌کنند. با این حال، برخی از بیماری‌ها و شرایط می‌توانند از دریافت اکسیژن کافی جلوگیری کنند. اکسیژن درمانی کمک می‌کند که فرد عملکرد بهتر و فعال تری داشته باشد.

## تاریخچه
استفاده پزشکی از اکسیژن اولین بار در حدود سال ۱۹۱۷ رایج شد و در حال حاضر رایج‌ترین درمان بیمارستانی در جهان توسعه‌یافته است. این درمان در فهرست داروهای ضروری سازمان جهانی بهداشت قرار دارد. اکسیژن خانگی می‌تواند از طریق کپسول‌های اکسیژن یا اکسیژن‌ساز فراهم شود.

## موارد مصرف
اکسیژن درمانی در شرایط حاد و مزمن و برای بیماری‌های خاص ریوی، داخل و خارج بیمارستان انجام می‌گردد و روش‌های به‌کارگیری آن به شرایط بیمار بستگی دارد.
- احیاء
- آسیب‌های شدید
- آنافیلاکسی
- خونریزی‌های گسترده
- تشنج فعال
- سرمازدگی

### شرایط حاد
در هیپوکسی حاد، اکسیژن‌درمانی باید بر اساس پالس اکسیمتری و با هدف مشخصی تعیین شود (۹۴ تا ۹۶ درصد در اکثر بیماران، یا ۸۸ تا ۹۲ درصد در افراد مبتلا به COPD).
در سال ۲۰۱۸، مجله پزشکی بریتانیا توصیه کرد که اکسیژن‌درمانی زمانی که اکسیژن خون به 96 درصد متوقف شود و برای اگر بالاتر از ۹۰ تا ۹۳ درصد بود اصلا اکسیژن درمانی شروع نشود. این توصیه میتواند به دلیل ارتباط بین اکسیژن‌رسانی بیش از حد در بیماران حاد و افزایش مرگ‌ومیر باشد. استثناهای این توصیه‌ها شامل مسمومیت با مونوکسید کربن، سردرد خوشه‌ای، کم خونی داسی شکل و پنوموتوراکس هستند.
اکسیژن‌درمانی همچنین به عنوان درمان اضطراری برای بیماری رفع فشار به مدت سال‌ها استفاده شده است. درمان استاندارد برای بیماری رفع فشار، فشاردهی مجدد در اتاقک پرفشار حاوی ۱۰۰٪ اکسیژن است. موفقیت درمان با فشاردهی مجدد بیشترین زمانی حاصل می‌شود که ظرف چهار ساعت پس از بازگشت به سطح، انجام شود و درمان زودتر با کاهش تعداد جلسات فشاردهی مجدد مورد نیاز برای بهبود، همراه است. در متون علمی پیشنهاد شده است که هلیوکس ممکن است جایگزین بهتری برای اکسیژن‌درمانی باشد.
در زمینه سکته مغزی، اکسیژن‌درمانی ممکن است مفید باشد، به شرطی که از اکسیژن محیط بیش از حد مجاز نشود.
افرادی که پس از بیماری حاد یا بستری شدن برای هیپوکسمی تحت اکسیژن‌درمانی سرپایی قرار می‌گیرند، باید قبل از تمدید نسخه، توسط یک پزشک مجدداً ارزیابی شوند تا ضرورت ادامه اکسیژن‌درمانی بررسی شود. اگر هیپوکسمی اولیه برطرف شده باشد، ادامه درمان ممکن است استفاده غیرضروری از منابع باشد.

### شرایط مزمن
شرایط شایعی که ممکن است نیاز به اکسیژن مکمل داشته باشند شامل بیماری مزمن انسدادی ریه (COPD)، برونشیت مزمن و امفیزم هستند.
همچنین ممکن است بیماران در هنگام بحران‌های حاد به اکسیژن اضافی نیاز داشته باشند. اکسیژن ممکن است برای تنگی نفس، نارسایی قلبی انتهایی، نارسایی تنفسی، سرطان پیشرفته یا زوال عصبی تجویز شود، حتی در صورتی که سطوح اکسیژن خون نسبتاً طبیعی باشد. از نظر فیزیولوژیکی، ممکن است در افرادی که فشار جزئی اکسیژن شریانی (PaO₂) ≤ ۵۵ میلی‌متر جیوه (۷.۳ کیلوپاسکال) یا اشباع اکسیژن شریانی (SaO₂) ≤ ۸۸ درصد دارند، تجویز شود.

### اثرات منفی
در برخی موارد، انتقال اکسیژن می‌تواند منجر به عوارض خاصی در گروه‌های مختلفی از افراد شود.
- در نوزادان مبتلا به نارسایی تنفسی، تجویز سطوح بالای اکسیژن می‌تواند گاهی باعث رشد بیش از حد عروق خونی جدید در چشم شود که ممکن است به نابینایی منجر شود. این پدیده به عنوان رتینوپاتی نوزادان نارس (ROP) شناخته می‌شود.

- در موارد نادر، افرادی که تحت درمان با اکسیژن پرفشار (HBOT) قرار می‌گیرند، ممکن است دچار تشنج شوند که قبلاً به سمیت اکسیژن نسبت داده شده است.[۸][۹]
- شواهدی وجود دارد که نشان می‌دهد استفاده طولانی مدت از اکسیژن پرفشار میتواند باعث تسریع در شکل‌گیری آب مروارید شود.

## سیستم‌های عرضه اکسیژن
1. اکسیژن درمانی با استفاده از دستگاه هایپرباریک (استفاده از اکسیژن خالص با فشاری بیشتر از یک اتمسفر) جهت ترمیم بافت‌ها و عملکرد طبیعی بدن.
2. سیستم‌های جریان کم

- کانولای بینی
- کاتتر بینی
- ماسک ساده و ماسک ونچوری
- چادر اکسیژن

۳. سیستم‌های جریان زیاد
- نبولایزر تزریق گاز

## بیماری‌های حاد و مزمن ریوی
1. ذات الریه شدید
2. حمله شدید در بیماران مبتلا به آسم
3. سندرم زجر تنفسی یا رشد غیرعادی سلول‌های انشعابی ریوی
4. بیماری مزمن انسدادی ریه یا COPD
5. آمفیزم ریوی

## کاربرد
1. رفع خستگی ناشی از تنگی تنفس
2. بهبود خواب در افرادی که از ناراحتی تنفسی رنج می‌برند
3. افزایش طول عمر در افراد مبتلا به بیماری انسداد مزمن ریوی

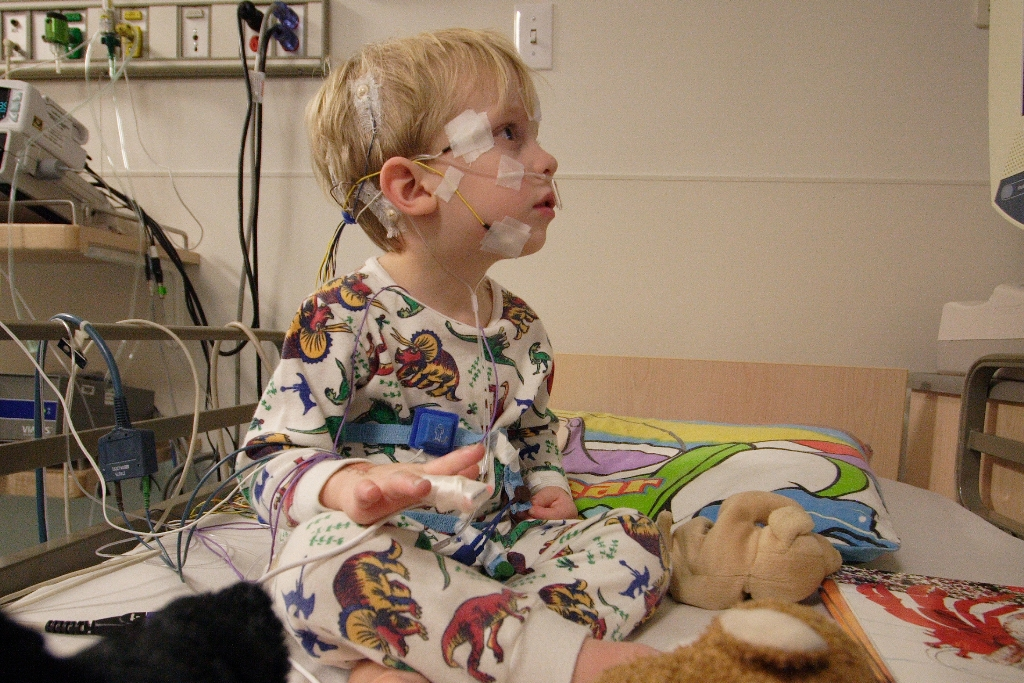
پروپ دیجیتال اطفال - نوک انگشت سبابه یا سایر انگشتان

## بررسی میزان اکسیژن از طریق پوست
این کار توسط یک الکترود عقربه‌ای گرمایشی کوچک انجام می‌گیرد. با گرم تر شدن خون شریانی، خون بیشتری در مویرگ‌ها به جریان درآمده و اکسیژن از طریق غشایی به‌داخل الکترود روی پوست انتشار می‌یابد. جریان الکتریکی ایجاد شده توسط الکترود اندازه‌گیری و فشار اکسیژن در نمایشگر به تصویر درمی آید.

## علائم مسمومیت با اکسیژن
در صورت استنشاق این گاز با غلظت ۱۰۰٪ و به‌طور پیوسته، شاهد آزردگی مخاط راه‌های هوایی و اختلال در عملکرد مژک‌های تنفسی می‌باشیم. سرانجام این پیوستگی علائم گلودرد، سرفه، عطسه، تنگی تنفس و سوزش زیر جناغی در هنگام تنفس را به همراه می‌آورد.